# Matematični priročnik (Bronštejn, Semendjajev)
Matematični priročnik (ali pogovorno Bronštejn) je splošni matematični priročnik, ki ga je v slovenščino prevedel Albin Žabkar. Izvirnik Matematični priročnik za inženirje in slušatelje visokih tehniških šol (Справочник по математике для инженеров и учащихся ВТУЗов) sta napisala ruska matematika Ilja Nikolajevič Bronštejn in Konstantin Adolfovič Semendjajev. Izšel je leta 1945. 
Slovenski prevod priročnika je doživel več izdaj in ponatisov. Prva slovenska izdaja je izšla leta 1963.
Prva nemška izdaja je izšla leta 1957 pod naslovom Taschenbuch der Mathematik . Angleška izdaja je izšla leta 1971 pod naslovom A guide book to mathematics in leta 1985 z naslovom Handbook of mathematics.

## Slovenske izdaje
- Matematični priročnik za inženirje in slušatelje tehniških visokih šol, 1963, 1. izdaja, 1. natis (COBISS)
- Matematični priročnik : za inženirje in slušatelje tehniških visokih šol, 1967, 1. ponatis, (COBISS)
- Matematični priročnik : za inženirje in slušatelje tehniških visokih šol, 1970, 2. ponatis, (COBISS)
- Matematični priročnik : za inženirje in slušatelje tehniških visokih šol, 1972, 3. ponatis, (COBISS)
- Matematični priročnik : za inženirje in slušatelje tehniških visokih šol, 1975, 4. ponatis, (COBISS)
- Matematični priročnik : za inženirje in slušatelje tehniških visokih šol, 1978, 5. ponatis, (COBISS)
- Matematični priročnik : za inženirje in slušatelje tehniških visokih šol, 1980, 6. ponatis, (COBISS)
- Matematični priročnik : za inženirje in slušatelje tehniških visokih šol, 1984, 8. ponatis, (COBISS)
- Matematični priročnik : za inženirje in slušatelje tehniških visokih šol, 1987, 9. ponatis, (COBISS)
- Matematični priročnik : za inženirje in slušatelje tehniških visokih šol, 1988, 10. ponatis, (COBISS)
- Matematični priročnik, 1990, 11. ponatis, (COBISS)
- Matematični priročnik, 1992, 12. ponatis, (COBISS)
- Matematični priročnik, 1994, 14. izdaja, 13. ponatis, (COBISS)

- Matematični priročnik, 1997, 2. predelana in dopoljnjena izdaja, 1. natis, (soavtorja  Gerhard Musiol in Heiner Mühlig, prevajalec Janez Barbič), (COBISS),  (DNB)[mrtva povezava]
- Matematični priročnik, 1997, 1. natis, (COBISS)
- Matematični priročnik, 2009, 1. natis, (COBISS)
- Matematični priročnik, 2012, 2. natis, (COBISS)

## Druge izdaje
- Ruska izdaja, Nauka 1986